# Opisthodonta mitchelli
Opisthodonta mitchelli är en ringmaskart som beskrevs av Kudenov, Harris in Blake, Hilbig och Scott 1995. Opisthodonta mitchelli ingår i släktet Opisthodonta och familjen Syllidae. Inga underarter finns listade i Catalogue of Life.